# Quercetine
Quercetine (van het Latijnse quercus, eik) is een uit planten afkomstige flavonol, behorende tot de klasse flavonoïden. Deze natuurlijke kleurstof komt wijdverspreid voor in het plantenrijk en daarmee ook in de voeding. Zo komt de stof voor in een aantal veel geconsumeerde voedingsmiddelen en dranken, zoals rode wijn, appels, uien, groene thee en wordt ook toegepast als voedingssupplement.

## Vorm
Net als veel andere flavonoïden komt quercetine in de natuur gebonden aan bepaalde suikers voor, dus als glycoside. Quercetine is dan de aglycon-vorm van een aantal flavonoïde glycosiden.
De flavonoïde glycosiden hebben dezelfde structuur als quercetine, met als verschil dat ze een specifiek suikermolecule hebben op de plaats van een van quercetines hydroxylgroepen op de centrale ring (C-ring). Dit verandert de activiteit van het molecule dramatisch. In combinatie met rhamnose, rutinose, galactose en glucose vormt quercetine respectievelijk de glycosiden quercitrine (in citrusvruchten, boekweit en uien), rutine, hyperoside en isoquercetine.

## Voorkomen
Quercetine is waarschijnlijk de meest wijdverspreide flavonoïde. Deze komt in hoge concentraties voor in kappertjes (1800 mg/kg), lavas (1700 mg/kg), appels (440 mg/kg), koolsoorten (broccoli, boerenkool, bloemkool), bessen, frambozen, druiven, sperziebonen, knoflook, tomaat en uien, met name rode uien (de hoogste concentraties komen voor in de buitenste ringen). Veel medicinale planten (zoals de Japanse notenboom en het sint-janskruid), groene thee en vlier danken hun werking aan het hoge quercetinegehalte.
Ook wijn is rijk aan quercetine. Aangezien quercetine met name in de druivenschil voorkomt, zijn de gehaltes in rode wijn hoger dan in witte wijn. Daarnaast draagt ook het rijpen van wijn in houtvaten bij aan een hoog quercetinegehalte, aangezien de stof langzaam vanuit het hout in de wijn opgaat.
Quercetine gaat deels verloren bij het koken. Ook het schillen van groenten en fruit verlaagt het flavonoïdengehalte drastisch, aangezien met name in de kleurrijke schil hoge concentraties voorkomen (flavonoïden zijn kleurstoffen van planten).
Een gemiddelde voeding levert dagelijks circa 25–50 mg quercetine op.
Uit een langdurig onderzoek aan de Universiteit van Californië bleek dat biologisch geteelde tomaten bijna tweemaal zoveel antioxidanten bevatten als conventioneel geteelde tomaten (gemiddeld 97% meer kaempferol en 79% meer quercetine).
Een hoog gehalte aan quercetine is te vinden in:
| Planten                                                        | Gehalte quercetine                                                             |
| -------------------------------------------------------------- | ------------------------------------------------------------------------------ |
| Kappertjes                                                     | 1800 mg/kg                                                                     |
| Lavas                                                          | 1700 mg/kg                                                                     |
| Uien (en andere looksoorten) - met name in de buitenste ringen | 284–486 mg/kg                                                                  |
| Appels                                                         | 21–440 mg/kg                                                                   |
| Bosbessen                                                      | gecultiveerd 74 mg/kg, wild 146–158 mg/kg                                      |
| Boerenkool                                                     | 60–110 mg/kg                                                                   |
| Bieslook                                                       | 245 mg/kg                                                                      |
| Appelbes                                                       | 89 mg/kg                                                                       |
| Rode bosbessen                                                 | gecultiveerd 83–156 mg/kg, wild 121 mg/kg de zoete Wilde lijsterbes (85 mg/kg) |
| Zwarte bessen                                                  | 69 mg/kg                                                                       |
| Duindoorn                                                      | 62 mg/kg                                                                       |
| Empetrumbessen                                                 | gecultiveerd 53 mg/kg, wild 56 mg/kg                                           |
| Bramen                                                         | 45 mg/kg                                                                       |
| Sperziebonen                                                   | 39 mg/kg                                                                       |
| Kersen                                                         | 32 mg/kg                                                                       |
| Broccoli                                                       | 30 mg/kg                                                                       |

## Eigenschappen
- Antioxidant: quercetine is een van de krachtigste natuurlijke antioxidanten. Mogelijk spelen antioxidanten een rol bij de bescherming van lichaamscellen tegen beschadiging door vrije radicalen.[5]
- Cholesterolverlaging: een cholesterol-verlagend effect wordt geclaimd.[6]
- Histamineremming: quercetine remt in vitro zowel de aanmaak als de vrijgifte van histamine, een stof die allergische reacties kan veroorzaken.[6]
- Tegengaan van sorbitolophoping: quercetine remt het enzym aldosereductase dat glucose in sorbitol omzet. Sorbitol is in sterke mate betrokken bij het ontstaan van diabetescomplicaties als diabetische retinopathie, neuropathie en cataract. Quercitrine, een flavonoïde die door darmbacteriën in quercetine wordt omgezet, kan de ophoping van sorbitol van diabetische proefdieren verminderen, waardoor het ontstaan van cataract wordt vertraagd.[7]
- Antitumoractiviteit: quercetine vertoont in vitro enige antitumor activiteit. Gekweekte huidcellen en prostaatkankercellen vertoonden een duidelijke mortaliteit (vergeleken met gezonde cellen) wanneer deze behandeld worden met een combinatie van quercetine en ultrasound.[8] Er dient hier te worden opgemerkt dat ultrasound hier de absorptie door de huid met een factor 1000 kan verbeteren.
- Anti-inflammatoir: Een van de belangrijkste eigenschappen van quercetine is zijn vermogen om ontsteking in gunstige zin te beïnvloeden.[5] Quercetine staat bovenaan de lijst van flavonoïden die het C-reactief proteïne (CRP) verlagen. CRP is een ontstekingsmarker en een onafhankelijke risicofactor voor onder meer hart- en vaatziekten en kanker. Quercetine vermindert de productie van inflammatoire cytokines door de effecten van NF-kappa B af te remmen. Quercetine remt bovendien de ontstekingsbevorderende enzymen cyclo-oxygenase en lipoxygenase.

## Toepassing
Bij hooikoortspatiënten blokkeert quercetine allergische reacties tegenover pollen en vermindert het in belangrijke mate ontstekingsreacties in de luchtwegen. Bij allergische reacties ontstaat histamine, dat mee verantwoordelijk is voor het ontstaan van allergieën en ontstekingsreacties. Hooikoortspatiënten die dagelijks als glycoside gemodificeerde quercetine innemen blijken 96 procent minder histamine in hun bloedbaan hebben. Dit leidt bij hen tot een drastische vermindering van allergische reacties.